# Uiwang
Město Uiwang (korejsky 의왕시 – Ŭiwang si) je město v jihokorejské provincii Kjonggi. K roku 2014 mělo bezmála 160 tisíc obyvatel.

## Poloha a doprava
Leží u jižního kraje Soulu, hlavního města celé Jižní Korey, a jako jedno z jeho satelitních měst je počítáno do metropolitní oblasti zvané Velký Soul.
Přes Uiwang prochází železniční trať Soul – Pusan vedoucí až do Pusanu na jihovýchodě Korejského poloostrova. V úseku vedoucím přes Uiwang po ní také jezdí linka 1 soulského metra.